# Lillian McNeill Palmer
Pour les articles homonymes, voir McNeill et Palmer (patronyme).
Lillian McNeill Palmer, née en 1871 à Stonington (Connecticut) et morte en 1961 à Los Gatos (Californie) est une chaudronnière et forgeronne américaine du mouvement artistique Arts and Crafts en Californie. Elle travaille avec sa compagne de longue date, l'architecte Emily Williams (en), et est la fondatrice du Women's Business and Professional Club à San Francisco.

## Biographie

### Première années
Elle naît en 1871 à Stonington dans le Connecticut. Elle est la fille de Donald Palmer, qui a travaillé dans l'industrie minière et a beaucoup voyagé. Palmer déménagé pour la Californie avec sa famille vers 1890. En 1899, ils sont à San Jose. Palmer est cousin au deuxième degré du peintre James McNeill Whistler, par la mère de Whistler, Anna Matilda McNeill (1804-1881).
En 1898, lors d'une réception à San Jose, Lillian Palmer rencontre Emily Williams. Lorsque le père de Williams meurt en 1899, elle part vivre avec Palmer dans sa maison familiale.

### Vie à San Francisco
Dans les années 1900, elle est écrivaine et éditrice pour la Mercury Publishing Company et s'intéresse au travail du métal inspiré du Arts and Crafts Movement. En 1901, Palmer et Williams partent à San Francisco afin que Williams, avec le soutien de Palmer, étudie le dessin et les sciences à la California School of Mechanical Arts (De nos jours, le Lick-Wilmerding High School (en)). En 1903, elles achètent une propriété à Pacific Grove pour y construire un chalet modèle et mettre en valeur leurs talents de conception et de construction. Le chalet en planches et lattes au 246, rue Chestnut existe toujours à l'époque contemporaine.
Après le tremblement de terre de 1906 à San Francisco, Palmer est parmi les premiers artistes métallurgistes à utiliser du cuivre, du plomb et du laiton. En 1906, Williams conçoit la nouvelle maison de la famille Palmer sur South Priest Street (aujourd'hui South 14th) à San Jose, qui deviendra plus tard la Arthur Monroe Free House, désormais inscrite au registre national américain des lieux historiques. Palmer et Williams y vivent avec la famille de Palmer et Palmer y a un studio de métallurgie au sous-sol où elle commence son entreprise de fourniture de luminaires.
Au début de 1908, Lucy Washburn (en) vend une propriété au 218 et 220 Chestnut, Pacific Grove, à Emily Williams pour construire deux maisons, pour Williams (au 220) et Palmer (au 218). Les deux maisons ont subsisté, celle de Williams a été agrandie et rénovée, celle de Palmer est toujours dans son état d'origine.
En 1908, Palmer et Williams se rendent en Europe et en Asie pour étudier l'art et l'architecture, en particulier le mouvement Arts and Crafts qui influence Palmer. Elle n'a pas de formation formelle même si elle a suivi des cours de métallurgie et de conception électrique à Vienne et plus tard, de retour aux États-Unis, d'éclairage économe en énergie et de mise en place d'éclairage pour réduire la fatigue oculaire à Chicago. Elles sont de retour aux États-Unis en janvier 1909.
Elles s'installent à San Francisco où Williams conçoit leur propre maison à Broadway (San Francisco) (en). En 1910, Palmer ouvre le Palmer Copper Shop sur Sutter Street. Elle se spécialise « dans la conception de luminaires qui non seulement atteignent les effets d'éclairage souhaités dans une pièce donnée, mais sont également conformes au style et au contour de la pièce et à l'usage auquel elle doit être destinée. Le Palmer Shop connaît le succès et ses appareils électriques, très recherchés, sont vendus expédiés à New York, en Alaska et au Mexique ». Aujourd'hui, ces lampes sont considérées comme des pièces de collection. Avec le début de la Première Guerre mondiale, le métal se fait rare et Palmer doit fermer le magasin en 1917.
En 1917, Palmer fonde le Women's Business and Professional Club à San Francisco et est membre ou dirigeante de nombreux clubs de femmes de l'État de Californie. Elle donne des conférences, dont : « L'éclairage électrique des habitations du point de vue de la santé, du fonctionnement économique, de la science et de l'ornement », « Démarrer en affaires avec quatre-vingt-dix cents et sans expérience », « Les femmes au foyer apprennent à manier la scie et le marteau », et « Les femmes en tant que bâtisseurs d'entreprises ».

### Dernières années
Palmer retourne à la métallurgie en 1932 et à la fin des années 1930, Williams et Palmer s'installent à Los Gatos, où Williams conçoit leur maison. Williams meurt en 1942, Lillian Palmer en 1961. Elles reposent ensemble au Los Gatos Memorial Park.

## Exposition
At Home With Arts & Crafts est une exposition du Musée SFO au Terminal International, qui s'est tenue du 22 avril 2017 au 10 décembre 2017, comprenant des œuvres de Lillian Palmer.